# Goodnight Lovers
Goodnight Lovers – singel grupy Depeche Mode promujący album Exciter. Na stronie B utworu znalazła się akustyczna wersja piosenki When the Body Speaks.

## WydaniaMute
- CD BONG 33 wydany 2002
  1. Goodnight Lovers
  2. When the Body Speaks (Acoustic)
  3. The Dead of Night (Electronicat Remix)
  4. Goodnight Lovers (isan Falling Leaf Mix)

- RCD BONG 33 wydany 2002
  1. Goodnight Lovers - 3:48

- bez numeru katalogowego wydany 2002
  1. Goodnight Lovers - 3:51

## Twórcy
- David Gahan - wokale główne
- Martin Gore - syntezator, wokal wspierający
- Andrew Fletcher - syntezator, zarządzanie, chórki
- Mark Bell - produkcja, syntezator